# This Bike Is A Pipe Bomb
This Bike Is a Pipe Bombは、アメリカ合衆国フロリダ州ペンサコーラ出身のフォーク・パンク・バンド。

## メンバー
- Rymodee - ギター, ボーカル, ハーモニカ
- Terry Johnson - ベース, ボーカル
- Teddy "Ted" Helmick - ドラムス, ジョーク, ボーカル

## 来歴
フロリダ州で結成され、1997年にはGhostmeat Recordsより最初の音源をリリースしている。
当初はニューウェーブバンドを指向していたが、のちにカントリー・ミュージックの流れを汲んだパンク・ロックへと音楽性を変遷し、現在ではフォーク・パンクというジャンルにおいて一定の評価を得ている。
日本国内ではアルバムが発売されていないため、下記事件を除いてはほとんど知られていない。

## ディスコグラフィ
すべて日本未発表である。
- S/T 7" Ghost Meat Records , 1997 Out Of Print
- Of Chivalry and Romance in a Dumpster 10" Fab Records , 1999 Out Of Print
- Black Panther Party 7" Arkam Records , 2001
- Dance Party With... CD Plan-It-X Records , 2001
- Dance Party With... 10" Troy from Vancouver , 2004
- Front Seat Solidarity LP Plan-It-X Records , 2002 Out Of Print
- Front Seat Solidarity CD Plan-It-X Records , 2002
- This Bike Is a Pipe Bomb/Carrie Nations Split 7" Shake/Plan-It-X Records , 2004 Out Of Print
- This Bike Is a Pipe Bomb/The Devil Is Electric Split 7" Risk Records , 2004 Out Of Print
- Three Way Tie for a Fifth CD Plan-It-X Records , 2004
- Three Way Tie for a Fifth LP No Idea Records , 2005
- Convertible LP Plan-It-X Records , 2008
- Convertible CD Plan-It-X Records , 2008

## バンド名について
バンド名のThis Bike Is a Pipe Bombは、「この自転車はパイプ爆弾」という意味である。このため、このバンド名を表したステッカーを貼った荷物によって、各地でたびたび爆発物騒ぎが発生している。
2009年2月16日には、米テネシー州のメンフィス国際空港で、このバンドのステッカーを貼った自転車が発見され、ターミナルが閉鎖される騒ぎとなっている。

## 参照
1. ↑  CNN パンク・バンドのステッカーで空港閉鎖騒ぎ、米テネシー[リンク切れ]